# Octavia chị
Octavia chị (trước 69 TCN – sau 29 TCN), cũng được biết với tên Octavia Major/Maior, Octavia lớn, là con gái của quan tổng đốc và nguyên lão La Mã Gaius Octavius với người vợ đầu, Ancharia. Bà cũng là chị cùng cha khác mẹ của Octavia em và hoàng đế La Mã Augustus. Không nhiều chi tiết được biết về cuộc đời cá nhân của bà. Plutarchus chỉ biết một người con gái tên Octavia của Gaius Octavius và lầm lẫn Octavia chị với Octavia em.

## Hôn thú và hậu duệ
Octavia chị kết hôn với Sextus Appuleius (I). Họ có với nhau một con trai, cũng đặt tên là Sextus Appuleius (II), là quan chấp chính thường nhiệm năm 29 TCN với người cậu, Augustus. Họ được xem là có một người con trai thứ hai, Marcus Appuleius, quan chấp chính năm 20 TCN. Từ người con Sextus Appuleius (II), quan chấp chính 29 TCN, bà có một cháu nội trai tên là Sextus Appuleius (III), quan chấp chính năm 14, và một cháu nội gái là Appuleia Varilla. Hậu duệ cuối cùng được biết đến của Octavia chị là người chắt trai của bà, cũng tên Sextus Appuleius (IV), con của cháu nội Sextus Appuleius (III) và Fabia Numantina.